# 四月的雪
《四月的雪》（韓語：외출）是2005年于韩国上映的爱情片。

## 剧情介紹
舞臺灯光师仁书的妻子秀真瞒着丈夫一直和京浩有外遇，一次，她和情夫以旅游的借口在外地偷欢，结果发生了车祸，两人重伤。也導致另一個無辜的駕駛金永基傷重死亡。仁书从首尔去医院看望妻子，遇到了瑞英，警察把车祸中的物品拿给两人，叫他们认领，瑞英拿了秀真的相机，并且发现秀真和自己丈夫上床的影片，惊讶不已，接着她打开手机，发现了两人的亲密簡訊。
一日，仁书主动找瑞英了解情况，瑞英把相机交还给仁书，仁书才知道自己妻子背叛了他。两人因为照顾各自的配偶而住在同一栋宾馆，日子长了，两人相恋并且坠入情网，同时，怀着报复心，两人也上了床。一日，医院告诉仁书，他的妻子醒了，而京浩则因伤逝世。瑞英决心寻找新的生活，于是选择了偷偷离开。
最后，仁书还是离婚了，面对仅存自身杂物的公寓无奈抽烟，离婚后，仁书若无其事的过活，在一场刚结束的户外演唱会，忙碌收拾的他发现春雪降临，想起和瑞英的谈话，他笑了，瑞英看着窗外的春雪，心里浮现一丝喜悦，最后两人共车往郊外观雪。

## 演员陣容

### 主要人物
| 演員   | 角色   | 介紹                                           |
| 裴勇俊 | 金仁书 | 31歲，演唱會照明監督，秀真的丈夫，瑞英的情人。 |
| 孫藝真 | 韓瑞英 | 27歲，京浩的妻子，仁书的情人。                 |

### 其他人物
| 演員   | 角色   | 介紹                           |
| 林霜曉 | 江秀真 | 29歲，仁书的妻子，京浩的情人。 |
| 金光日 | 光日   | 舞台燈光助理。                 |
| 全國煥 |        | 秀真的父親。                   |
| 柳承穆 |        | 醫生。                         |
| 李漢偉 |        | 仁書的前輩。                   |
| 金世東 |        | 保險公司職員。                 |
| 全大炳 |        | 警察。                         |
| 安世浩 |        | 藥師。                         |
| 周富珍 |        | 京浩的看護人。                 |
| 朴新英 |        | 秀真的看護人。                 |
| 孫榮順 |        | 事故受害者金永基的母親。       |
| 郭秀晶 |        | 事故受害者金永基的姊姊。       |
| 李在勛 |        | 事故受害者金永基的哥哥。       |
| 金順愛 |        | 事故受害者金永基的妻子。       |
| 洪熙妍 |        | 秀真病房護士。                 |
| 李浩英 |        | 在巴士站問瑞英要到哪裡的軍人。 |
| 李英熙 |        | 京浩的母親。                   |

### 特別出演
| 演員       | 角色 | 介紹                           |
| 柳承秀     | 京浩 | 30歲，瑞英的丈夫，秀真的情人。 |
| 酷懶之味   |      | 演唱會歌唱組合。               |
| Leessang   |      | 演唱會嘻哈組合。               |
| Loveholics |      | 演唱會現代搖滾樂隊。           |

## 制作
韩国导演许秦豪表示，自己的电影都是爱情片，因为自己喜欢探究男女之情。

## 票房
该片在日本获得欢迎。

## 奖项
孙艺珍因出演此片获得06年亚太电影节影后。